# Zapotitlán de Vadillo
Zapotitlán de Vadillo är en kommun i Mexiko.   Den ligger i delstaten Jalisco, i den södra delen av landet, 500 km väster om huvudstaden Mexico City. Antalet invånare är 6 345. Arean är 481 kvadratkilometer.
Terrängen i Zapotitlán de Vadillo är varierad.
Följande samhällen finns i Zapotitlán de Vadillo:
- San José del Carmen
- Chancuellar
- Telcruz
- Loma de Perempitz
- Loma de Guadalupe
- Huitzometl
- Loma de las Flores